# سوزان ديفيس
سوزان ديفيس (بالإنجليزية: Susan Davis)‏ هي مسيرة أعمال أمريكية، ولدت في 20 نوفمبر 1956.